# Erodium glandulosum
Erodium glandulosum — вид квіткових рослин родини геранієві (Geraniaceae).

## Поширення
Цей вид є ендемічним на Піренейському півострові і поширений на півночі Іспанії. Зростає на гірських луках і кам'янистих ущелинах.

## Опис
Рослина заввишки до 20 см. Цвіте із ранньої весни і все літо. Квіти світло-лілового кольору з темно-фіолетовими вічками на пелюстках.

## Підвиди
- E. g. glandulosum
- E. g. paularense